# Olga Kameneva
Olga Borisovna Kameneva (ryska; Ольга Борисовна Каменева), född Bronstein el. Bronsjtejn (ryska; Бронштейн), 1881 i Janovka i guvernementet Cherson i Kejsardömet Ryssland, död 11 september 1941 i Orjol i Ryska SSR i Sovjetunionen, var en rysk samhällsaktivist, bolsjevik och politiker, syster till Lev Trotskij och gift med Lev Kamenev. 
Olga Kameneva var dotter David Leontjevitj Bronstein (1847–1922) en rik och analfabet judisk bonde, och Anna Bronstein (1850–1910). Hon blev medlem i ryska socialistpartiet 1902 och gifte sig därefter med Lev Kamenev. Hon följde honom till Schweiz och sedan Paris efter hans exil 1908 och var medarbetare i Lenins tidskrift Proletarij. Paret flyttade 1914 till Sankt Petersburg för att överse bolsjevikernas legala tidning Pravda och deras fraktion i duman.
Efter oktoberrevolutionen blev hon 1918 utnämnd till chef för teateravdelningen vid Utbildningsdepartementet (Utbildningskommissariatet). I samarbete med Vsevolod Meyerhold arbetade hon för att radikalisera rysk teater och inordna den under partiets kontroll. Hon avskedades 1919 då Anatolij Lunatjarskij avskaffade försöket att radikalisera teatern för att i stället konservera den som traditionell konstform. Hon var medlem i partiets kvinnoorganisation från dess grundande 1919 och stödde 1920 Nikolaj Semasjkos fördömande av korruption.   
Kameneva var 1921–1923 ledande medlem i Centralkommissionen för Bekämpning av Svältens Eftereffekter och översåg propagandakampanjen mot den amerikanska hjälporganisationen (ARA) under Herbert Hoover. 1923–1925 var hon ordförande i Kommissionen för Utländsk Hjälp (KZP), som avskaffade västerländska välgörenhetsorganisationer i Ryssland. 1926–1928 var Kameneva ordförande för SSSR Sällskap för Kulturella Relationer med Utländska Stater. Som sådan välkomnade hon prominenta utländska gäster och medverkade vid tillställningar som minneshögtiden för Ludwig van Beethovens död i Wien 1927. I sina försök att bli rikets "första dam" bildade hon en litterär salong i sitt hem i Moskva. Hon anses ha försökt imitera salongerna från tiden före revolutionen genom att spela aristokrat. Hon beskrivs av samtida som "självgod och begränsad".  
Hennes maktposition försvann efter Trotskijs och Kamenevs fall 1927. Hon förvisades från Moskva och Leningrad på fem år i samband med Kremlfallet 1935 och arresterades efter makens avrättning 1936. Hennes två söner avrättades 1938 och 1939. Efter krigets inledning arkebuserades hon utan rättegång den 11 september 1941 i en skog utanför Orjol, tillsammans med Christian Rakovskij, Maria Spiridonova och cirka 160 andra politiska fångar.